# Invasion i Danmark og Norge
Invasion i Danmark og Norge er en dansk dokumentarfilm fra 1940.

## Handling
Tysk ugerevy fortæller med stolthed om invasionen af Norge og Danmark den 9. april 1940. Filmen fremstår fragmenteret, sønderklippet og ikke kronologisk. Mange af optagelserne fra Danmark kan også ses i filmen 9. April 1940 i København og Viborg.